# Louis-Philippe-Adélard Langevin
Louis-Philippe-Adélard Langevin (23 août 1855-15 juin 1915) est un ecclésiastique canadien. fondateur des Sœurs missionnaires oblates du Sacré Cœur et de Marie Immaculée. Il est le successeur de Alexandre-Antonin Taché sur le siège archiépiscopal de Saint-Boniface, comme lui Oblat de Marie, est né à Saint-Isidore, comté de Laprairie, le 23 août 1855.

## Biographie
Son père, François-Théophile Langevin, dont les ancêtres étaient venus de l'Anjou au Canada au XVIIe siècle, exerçait la profession de notaire. Sa mère, Marie-Paméla Racicot était la sœur de Zotique Racicot. L'un de ses frères cadets, Hermas Langevin, s'était fait prêtre et a été plusieurs années curé d'Hochelaga.
Louis-Philippe-Adélard Langevin fait ses études au collège de Montréal, où il eut comme confrères de classe Paul Bruchési. Il est diacre en 1881, quand il entre au noviciat des Oblats à Lachine. Il y fit sa profession religieuse le 25 juillet 1882, et, cinq jours plus tard, le 30, il est ordonné prêtre, au Bon-Pasteur de Montréal, par Édouard-Charles Fabre.
Pendant trois ans, le Père Langevin est missionnaire en résidence à Saint-Pierre de Montréal. En 1885, il est assigné, par ses supérieurs, à l'Université d'Ottawa, où il est, sept ou huit ans, professeur de théologie et directeur des séminaristes. 
Entre-temps, en 1890, il fait partie des délégués de sa province au conseil ou chapitre général de sa congrégation à Paris, en France. En 1893, il quitte Ottawa pour l'Ouest, où l'appelait la confiance d'Alexandre-Antonin Taché alors vieillissant. Il est chargé de la paroisse de Sainte-Marie de Winnipeg. Presque en même temps, il devient provincial des Oblats du Manitoba. Le 8 janvier 1895, il est élu archevêque de Saint-Boniface pour succéder à Taché, mort le 22 juin 1894. Il est sacré dans sa cathédrale le 19 mars suivant, par Édouard-Charles Fabre. Il a administré son diocèse pendant vingt ans, de 1895 à 1915, et il est mort à Montréal, au cours d'un voyage dans la province de Québec, le 15 juin 1915, à 59 ans.
La collection d'archives Adélard Langevin est conservé au centre d’archives de Montréal de Bibliothèque et Archives nationales du Québec.

## Succession apostolique
Louis-Philippe-Adélard Langevin a ordonné les évêques suivants :
- Archevêque Augustin Dontenwill, O.M.I. (1897)
- Évêque Ovide Charlebois, O.M.I. (1910)
- Archevêque Arthur Béliveau (de) (1913)